# Dannike socken
Dannike socken i Västergötland ingick i Kinds härad, ingår sedan 1974 i Borås kommun och motsvarar från 2016 Dannike distrikt.
Socknens areal är 30,36 kvadratkilometer varav 27,95 land. År 2000 fanns här 844 invånare.  Tätorten Dannike med sockenkyrkan Dannike kyrka ligger i socknen. 

## Administrativ historik
Socknen har medeltida ursprung. 
Vid kommunreformen 1862 övergick socknens ansvar för de kyrkliga frågorna till Dannike församling och för de borgerliga frågorna bildades Dannike landskommun. Landskommunen uppgick 1952 i Länghems landskommun som upplöstes 1967 då denna del uppgick i Dalsjöfors landskommun som 1974 uppgick i Borås kommun. Församlingen uppgick 2014 i Länghems församling, och överfördes 1 januari 2022 Toarps församling och Skara stift.

1 januari 2016 inrättades distriktet Dannike, med samma omfattning som församlingen hade 1999/2000.
Socknen har tillhört län, fögderier, tingslag och domsagor enligt vad som beskrivs i artikeln Kinds härad. De indelta soldaterna tillhörde Älvsborgs regemente, Norra Kinds kompani.

## Geografi
Dannike socken ligger öster om Borås med Yttre Åsunden och Välabrosjön i öster och Ätran i sydost. Socknen har odlingsbygd kring sjön och är i övrigt en kuperad skogsbygd.
1926 hade socknen 626 invånare och 401 hektar åker och 2180 hektar skogsmark och hagmark.
<

## Fornlämningar
En hällkista från stenåldern är funnen. Från bronsåldern finns gravrösen och skålgropsförekomster.

## Namnet
Namnet skrevs 1416 Daneke och kommer från kyrkbyn. Efterleden innehåller eke, 'ekskog, ekbestånd'. Förledens dan kan syfta på folkslaget daner eller 'jämn mark'.
Namnet skrevs före 2 februari 1908 Dannicke socken.